# Cartagena (película)
Cartagena (Título en francés: L'homme de chevet) es una película dramática de 2009 dirigida por Alain Monne y protagonizada por Sophie Marceau, Christopher Lambert y Margarita Rosa de Francisco. Basada en la novela L'Homme de chevet de Eric Holder con un guion de Alain Monne y Nathalie Vailloud, Cartagena fue filmada en la ciudad costera de Cartagena, Bolívar, Colombia. El actor Christopher Lambert vivió seis meses en esa ciudad practicando con el entrenador Aníbal González como parte de su presentación para el filme.

## Sinopsis
La película relata la historia de una bella mujer de espíritu libre que se queda postrada en cama tras un terrible accidente. Contra su mejor juicio, contrata a un exboxeador borracho de mediana edad para que le cocine y cuide de ella. Aunque no está cualificado para el puesto, está desesperado por trabajar, y poco a poco se gana la confianza de la mujer, que le enseña a leer presentándole las obras de Charles Bukowski. A través de su ayuda, ella se ve obligada a considerar la felicidad potencial que le espera en el mundo exterior.

## Reparto
- Sophie Marceau es Muriel.
- Christopher Lambert es Léo.
- Margarita Rosa de Francisco es Lucía.
- Rodolfo De Souza es Valdés.
- Linett Hernández Valdés es Lina.
- Salvatore Basile es el fisioterapeuta.[4]